# Johan Staël von Holstein
Lars Johan Magnus Staël von Holstein, tidigare Bjers, född 5 maj 1963 i Halmstad, är en svensk entreprenör, företagsledare och skribent. 

## Biografi
Johan Staël von Holstein var en av grundarna av Icon Medialab 1996 och kom att bli en av frontfigurerna i Sveriges snabba internetutveckling under slutet av 1990-talet. Exponeringen i media i kombination med Staël von Holsteins självsäkerhet lockade till sig både investerare och kunder och Icon Medialab växte i snabb takt. År 1998 blev Icon Medialab det första svenska internetkonsultföretaget att börsnoteras. Vinsterna uteblev dock för Icon Medialab och den snabba globala expansionen gjorde att företaget gick med hundratals miljoner kronor i förlust och drogs med i IT-kraschen. Under sommaren 2000 publicerade Expressen en granskande artikelserie om Icon Medialab i allmänhet och Johan Staël von Holstein i synnerhet där han målades upp som en arbetsnarkoman med storhetsvansinne och ständiga vredesutbrott. Artikelserien gav journalisten Peter Kadhammar Stora Journalistpriset men Staël von Holstein menar att det var ett karaktärsmord på honom beställt av Socialdemokraterna och har beskyllt Kadhammar för Icon Medialabs konkurs.
Staël von Holstein är även grundare av Speed Ventures samt startade Letsbuyit.com. Han var VD för Iqube som han ledde 2005–2009. År 2010 lanserade han Mycube som skulle bli en utmanare till Facebook. Satsningen lades ner efter knappt två år.

### Crowd1
Fram till december 2020 var han verkställande direktör i pyramidspelsliknande Crowd1, med inriktning mot Afrika och Sydamerika. Av flera bedömare har det beskrivits som ett pyramidspel, bland annat av Lotteri- og stiftelsestilsynet i Norge i november 2019. I Burundi arresterades över 300 personer och 17 sattes i förvar i januari 2020 för att ha främjat Crowd1, där beskrivet som ett Ponzibedrägeri.

### Övrigt
Han är aktiv kolumnist och samhällsdebattör, och har skrivit två böcker, varav den ena är Inget kan stoppa oss nu (1999). Staël von Holstein var ledamot av Statens kulturråds styrelse från december 2007 till september 2008.
Under hösten 2004 deltog Staël von Holstein i juryn i TV-serien Rivalerna på TV3, där yngre entreprenörer tävlade mot varandra om en anställning inom Kinnevik-koncernen.